# Herb gminy Łanięta
Herb gminy Łanięta – symbol gminy Łanięta, autorstwa Kingi Łuczak, ustanowiony 17 czerwca 2021.

## Wygląd i symbolika
Herb przedstawia na tarczy w polu błękitnym srebrnego wspiętego jednorożca, a w prawym górnym rogu srebrną lilię heraldyczną. Jednorożec nawiązuje do rodu Skarżyńskich herbu Bończa, natomiast lilia do Najświętszej Maryi Panny, patronki kościoła w Łaniętach.